# Kulturradweg
Der Kulturradweg „B23“ ist ein 26 Kilometer langer Radrundweg im Nordburgenland.
Er führt von der Gemeinde Gols nach Frauenkirchen und weiter nach Halbturn. Von dort über Mönchhof zurück nach Gols.
Es gibt die Möglichkeit, bei Frauenkirchen auf den Lackenradweg zu wechseln. Außerdem kann man bei Halbturn auf den Hanságradweg und den Radweg „B26“, der den Donauradweg mit dem Wegenetz im Burgenland verbindet, weiterzufahren. Darüber hinaus hat man in Gols Anschluss an den Jubiläumsradweg und nach Gols an den Verbindungsradweg „B24“, der nach Podersdorf am See führt.

## Sehenswertes entlang der Strecke
- Dorfmuseum Mönchhof
- Schloss Halbturn
- barocke Basilika und Franziskanerkloster in Frauenkirchen